# Ксиролимни
Ксиролимни или Сахинлар (на гръцки: Ξηρολίμνη, до 1927 година Σαχινλάρ, Сахинлар) е село в Гърция, в дем Кожани, област Западна Македония.

## География
Ксиролимни е разположено на 685 m надморска височина, на 15 km западно от Кожани, в източните склонове на Велия. Във Велия на 6 km северно от Ксиролимни е разположена пещерата Арапова дупка.

## История

### В Османската империя
В края на XIX век Сахинлар е турско село в Османската империя. Според статистиката на Васил Кънчов („Македония. Етнография и статистика“) през 1900 година в Шайнлеръ, Кайлярска каза, има 550 турци.
На Етнографската карта на Битолския вилает на Картографския институт в София от 1901 година Шахинлер е чисто турско село в Кайлярската каза на Серфидженския санджак с 80 къщи.
Според статистика на Серфидженския санджак на гръцкото консулство в Еласона от 1904 година в Саинлар (Σαινλάρ), Кожанска каза, живеят 400 турци.

### В Гърция
През Балканската война в 1912 година в селото влизат гръцки части и след Междусъюзническата в 1913 година остава в Гърция. В 1913 година селото (Σαχινλάρ Καραμανίων) има 553 жители. През 20-те години населението му се изселва в Турция и на негово място са настанени християнски бежанци от Турция. В 1928 година селото е изцяло бежанско със 130 семейства и 533 жители бежанци.
През 1927 година името на селото е променено на Ксиролимни.
Населението традиционно произвежда тютюн, жито и други земеделски продукти, като се занимава и със скотовъдство.
| Име       | Име            | Ново име     | Ново име     | Описание                                                             |
| --------- | -------------- | ------------ | ------------ | -------------------------------------------------------------------- |
| Узун Буру | Ούζούν Μπουροϋ | Мегали Лимни | Μεγάλη Λίμνη | езеро                                                                |
| Узун Буру | Ούζούν Μπουροΰ | Макрирахи    | Μακρυρράχη   | връх на З от Метаморфоси (Дравуданища) и на Ю от Ксиролимни (1168 m) |
| Бугази    | Μπουγάζι       | Порта        | Πόρτα        | пролом на ЮЮЗ от Ксиролимни                                          |
| Цабашли   | Τσαμπασλί      | Маврохома    | Μαυρόχωμα    | местност на Ю от Ксиролимни                                          |
| Каябаш    | Καγιάμπασι     | Лакомата     | Λακκώματα    | връх във Велия на ЮЗ от Ксиролимни (1319,1 m)                        |

| Година    | 1913 | 1920 | 1928 | 1940 | 1951 | 1961 | 1971 | 1981 | 1991 | 2001 | 2011 | 2021 |
| --------- | ---- | ---- | ---- | ---- | ---- | ---- | ---- | ---- | ---- | ---- | ---- | ---- |
| Население | 553  | 684  | 517  | 662  | 624  | 638  | 439  | 414  | 461  | 424  | 388  | 334  |